# Emil von Sydow
Theodor Emil von Sydow, född 15 juli 1812 i Freiberg (Sachsen), död 13 oktober 1873 i Berlin, var en tysk kartograf. Han var son till Friedrich von Sydow.
Emil von Sydow ingick 1829 i preussiska infanteriet, blev 1867 chef för den nybildade geografisk-statistiska avdelningen i generalstaben och utnämndes 1870 till överste. Han utgav flera kartor, som utmärks i synnerhet genom den förträffligt genomförda begränsningen av detaljerna och framhållandet av det fysisk-geografiska elementet.
Bland hans verk kan nämnas väggkartor över de olika världsdelarna (i nyare bearbetning av Hermann Habenicht) och över Tyskland, Methodischer Handatlas für das wissenschaftliche Studium der Erdkunde (30 kartor, fjärde upplagan 1867) och Schulatlas (42 kartor, 32:a upplagan 1880; omarbetad av Hermann Wagner 1888; 23:e upplagan 1944).